# Вулканоїди

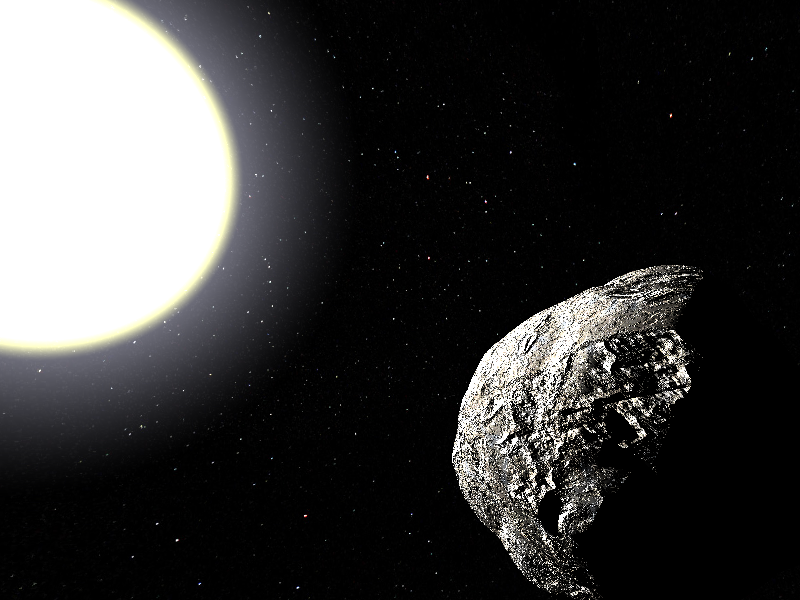
Вулканоїд в уявленні художника

Вулканоїди — гіпотетичні астероїди, які можуть мати орбіту в динамічно стабільній зоні між 0,08 і 0,21 а.о. від Сонця, тобто, всередині орбіти Меркурія. Назва походить від гіпотетичної планети Вулкан, яку безуспішно шукали астрономи XIX століття для пояснення надмірної прецесії перигелію Меркурія. Згодом з'ясувалося, що аномальна прецесія орбіти Меркурія пояснюється загальною теорією відносності, і, таким чином, гіпотеза про існування Вулкана не має підстав.
Вулканоїди досі не виявлено, незважаючи на численні пошуки за допомогою наземних телескопів та нещодавні пошуки НАСА з використанням літаків для польотів на великій висоті F-18 і суборбітальних ракет Black Brant. Пошуки було надзвичайно складно проводити через яскравість Сонця. Якщо вулканоїди й існують, то передбачається, що їх діаметр не перевищує 60 км, оскільки більші об'єкти вже було б виявлено раніше.
Проте, вважається, що вулканоїди можуть існувати, оскільки пошуковий район гравітаційно стабільний. Крім того, поцяткована кратерами поверхня Меркурія може означати, що популяція вулканоїдів існувала на ранніх стадіях формування Сонячної системи. Для майбутніх пошуків вулканоїди, швидше за все, буде використано невеликі телескопи космічного базування, здатні вести спостереження за навколосонячними ділянками.